# Порото-Касама (Ферара)
Порото-Касама (итал. Porotto-Cassama) је насеље у Италији у округу Ферара, региону Емилија-Ромања.
Према процени из 2011. у насељу је живело 4618 становника. Насеље се налази на надморској висини од 13 м.